# معمر آفديتش
معمر آفديتش هو لاعب كرة قدم بوسني في مركز الدفاع، ولد في 7 يناير 1993 في موستار في البوسنة والهرسك. شارك مع منتخب البوسنة والهرسك تحت 21 سنة لكرة القدم. أما مع النوادي، فقد لعب مع زبرويوفكا برنو وفيكتوريا بلزن وفيكتوريا زيزكوف.

## وصلات خارجية
- معمر آفديتش على موقع قاعدة بيانات كرة القدم.إي يو (الإنجليزية)
- معمر آفديتش على موقع Soccerway.com (الإنجليزية)